# انسان باکسگروو

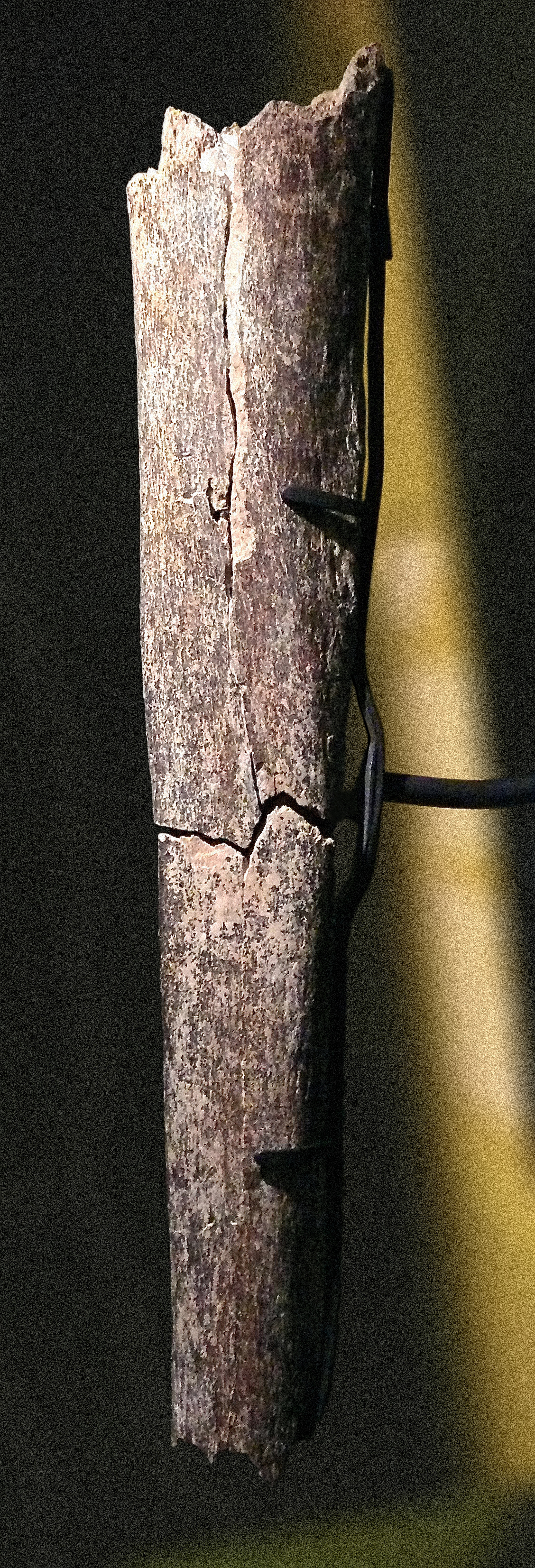
استخوان درشت نی کشف شده

انسان باکسگروو (انگلیسی: Boxgrove Man) نامی است که به سه فسیل که گمان می‌رود متعلق به انسان هایدلبرگی، یکی از خویشاوندان منقرض شده انسان‌های امروزی (هومو ساپینس) هستند گفته می‌شود. این فسیل‌ها در باکسگروو در ساسکس یافت شده و قدمت آن به حدود نیم میلیون سال می‌رسد. یک تکه از استخوان ساق پا (درشت نی) و دو دندان پیدا شد. استخوان درشت نی یک مرد بالغ و درشت هیکل بود و تصور می‌شود که دندان‌های آن از همان بزرگسالان بالغ باشد. آنها قدیمی‌ترین فسیل‌های سرده انسان هستند که در بریتانیا یافت شده‌اند.

## فسیل هایدلبرگی
قدمت این مکان در باکسگروو در ساسکس به اواخر دوره کرومریان، در حدود ۵۰۰۰۰۰ سال پیش برمی‌گردد، و این اولین مکان در بریتانیا با فسیل‌هایی از سرده انساناست. استخوان درشت نی در سال ۱۹۹۳ توسط باستان‌شناس مارک رابرتز و تیمش از مؤسسه باستان‌شناسی در دانشگاه کالج لندن کشف شد.
این دو دندان در سال‌های ۱۹۹۵ و ۱۹۹۶ پس از بازگشت به محل به امید یافتن بقایای بیشتر، کشف شدند. درشت نی در اصل حدود ۴۰ سانتی‌متر (۱ فوت ۴ اینچ) طول داشت و از مردهای قوی هیکل با قد ۱۷۷ تا ۱۸۲ سانتی‌متر (۵ فوت ۱۰ اینچ - ۶ فوت اینچ) است. دندان‌های پیش نیز تقریباً یک متر از هم فاصله داشتند و گمان می‌رود که متعلق به همان فرد بالغ باشند. استحکام ساختاری استثنایی بدنی فرد، سازگاری جثه را با سرما، با نسبت‌هایی مشابه با نئاندرتال‌ها نشان می‌دهد.
شواهد باستان‌شناسی نشان می‌دهد که این انسان‌های اولیه توانایی شکار یا دست‌کم جمع‌آوری با ابزار سنگی را داشتند، زیرا این تیم صدها ابزار سنگ چخماق آشولی را در این مکان کشف کردند. دو دندان یافت شده خراش‌هایی را نشان می‌دهند که نشان دهنده روشی در خوردن است که در آن غذا با ابزاری در حالی که بین فک‌ها گرفته می‌شد بریده می‌شد.

## محل کشف
باکسگروو در این دوره از دشت‌های گلی ساحلی در زیر صخره‌های گچی به موزاییکی از زیستگاه‌ها با عقب‌نشینی دریا تبدیل شد. سپس مناطقی از علفزار، استخرها، بوته‌ها و جنگل‌ها، با طعمه‌های متنوع و منابع سنگ چخماق وجود داشت که این منطقه را برای انسان‌های اولیه جذاب می‌کرد. طعمه‌ها شامل اسب و احتمالاً آهو بودند. سایر فسیل‌های پستانداران از گونه‌های منقرض شده کرگدن، خرس و ول بودند. به احتمال زیاد انسان هایدلبرگی این حیوانات را برای امرار معاش با کمک ابزار سنگی کشف شده در این مکان شکار می‌کرده‌است. شواهد دقیقی بر روی بقایای حیوانات وجود دارد که نشان می‌دهد آنها درنده بودند، اما نمی‌توان ثابت کرد که گونه‌هایی که فسیل آنها در ارتباط با آنها پیدا شده‌است، این حیوانات را شکار کرده یا آنها را از بین برده‌اند. آثار دندان روی فسیل درشت نی ممکن است شواهدی باشد که نشان می‌دهد او نیز از طریق آدم‌خواری یا لاشه‌برداری توسط حیوان دیگر پاک شده‌است.